# MacPaint
MacPaint è stato il primo programma di disegno basato su interfaccia grafica disponibile su Macintosh.

## Descrizione
Sviluppato da Bill Atkinson e commercializzato dalla Apple nel 1984, introdusse una serie di novità per l'epoca rivoluzionarie, come la tavolozza degli strumenti (palette) che comprendeva per la prima volta tutta una serie di strumenti di controllo divenuti poi comuni a tutti i programmi di elaborazione grafica, come il secchiello per il riempimento di superfici e il lazo per la selezione di aree di forma libera. Fu anche la prima applicazione di grafica ad uso personale che consentì l'esportazione di disegni verso altre applicazioni.
Il 20 luglio 2010 la Apple ha donato il codice sorgente della versione 1.3 al Computer History Museum di Mountain View.